# Indiumzinnoxid

REM-Aufnahme einer Beschichtung von Indiumzinnoxid auf einer Glasplatte

Indiumzinnoxid (englisch indium tin oxide, ITO) ist ein halbleitender, im sichtbaren Licht weitgehend transparenter Stoff. Es ist ein Mischoxid, üblicherweise aus 90 % Indium(III)-oxid (In2O3) und 10 % Zinn(IV)-oxid (SnO2).

## Eigenschaften
Zinn(IV)-oxid erzeugt als Dotiermittel die für eine gute elektrische Leitfähigkeit notwendigen Störstellen im Kristallgefüge des Indiumoxids. Typisch ist das Abscheiden auf Glas bei Substrattemperaturen von ca. 400 °C. Die Kristallstruktur des Indium(III)-oxids wird beim Dotieren mit Zinn (In2O3:Sn) beibehalten.
Dünne Schichten von 100 nm haben einen Flächenwiderstand von typisch 15 Ω, hergestellt werden Schichtdicken von z. B. 15…300 nm. Ein mit 100 nm ITO beschichtetes Floatglas (1,1 mm) hat im sichtbaren Wellenlängenbereich (400…700 nm) eine Transmission von ca. 84…89 %.

## Anwendung
Der Stoff wird für die Herstellung transparenter Elektroden in Flüssigkristallbildschirmen, organischen Leuchtdioden, Touchscreens, Dünnschicht-Solarzellen, Fotodioden sowie elektrochromen Anwendungen eingesetzt.
Mit ITO werden auch unsichtbare bzw. transparente Leiterbahnen auf Glas hergestellt, etwa für beheizbare Fenster und Objektträger, unsichtbare Antennen oder Leiterbahnen auf CCD-Sensoren.
Verschiedenste Oberflächen, beispielsweise Kunststofffolien, können mit ITO beschichtet werden, damit sie sich nicht elektrostatisch aufladen und dennoch transparent bleiben.
ITO-beschichtete Scheiben können Funkwellen abschirmen.
Da ITO Infrarotstrahlung stark reflektiert, wird es vereinzelt als Wärmeschutz auf Fensterglasscheiben aufgebracht.

## Beschichtungsverfahren
ITO wird üblicherweise unter Hochvakuum auf Substrate aufgebracht. Als Substrate kommen Gläser und Kunststofffolien zum Einsatz. Kathodenzerstäubung ist dabei das meist verwendete Verfahren, es kann aber auch durch thermisches Verdampfen aufgetragen werden, wobei bedampfte Bauteile auf bis zu 360 °C erwärmt werden müssen, was vor allem bei Kunststoffen die Anwendbarkeit einschränkt. Möglich ist auch das Aufdampfen bei Raumtemperatur und anschließende Auslagerung in Sauerstoff bei 360 °C und Atmosphärendruck. Die Schichten sehen nach dem Aufdampfen metallisch aus und sind undurchsichtig. Erst die Oxidation gibt ihnen die gewünschten Eigenschaften der Transparenz und Leitfähigkeit.
Eine weitere Möglichkeit ist das Sol-Gel-Verfahren, das auf dünnen, aber großflächigen Schichten eingesetzt werden kann. Dabei können die Substrate getaucht, besprüht, bedruckt oder durch Aufschleudern beschichtet werden. Nachteilig ist hier die für viele Anwendungen (LCD und OLED) zu geringe Schichthomogenität.

## Alternative Materialien in der Halbleiterindustrie
Durch den hohen Preis von Indium, der sich in den letzten Jahren vervielfacht hat, ist ITO relativ teuer. Die nur begrenzt verfügbaren Mengen an Indium beschränken mittelfristig beispielsweise die Massenanwendung in Dünnschichtsolarzellen. Es wird daher intensiv an alternativen transparenten, leitfähigen Beschichtungen gearbeitet. Aussichtsreiche Kandidaten sind u. a.:
- SnO2:F, mit Fluor dotiertes Zinn(IV)-oxid (engl. Fluorine Tin Oxide, FTO)
- ZnO:Al, mit Aluminium dotiertes Zinkoxid (engl. Aluminum Zinc Oxide, AZO)
- SnO2:Sb, mit Antimon dotiertes Zinn(IV)-oxid (engl. Antimony Tin Oxide, ATO)
- Graphen[7]